# Meehania montis-koyae
Meehania montis-koyae là một loài thực vật có hoa trong họ Hoa môi. Loài này được Ohwi mô tả khoa học đầu tiên năm 1933.

## Hình ảnh

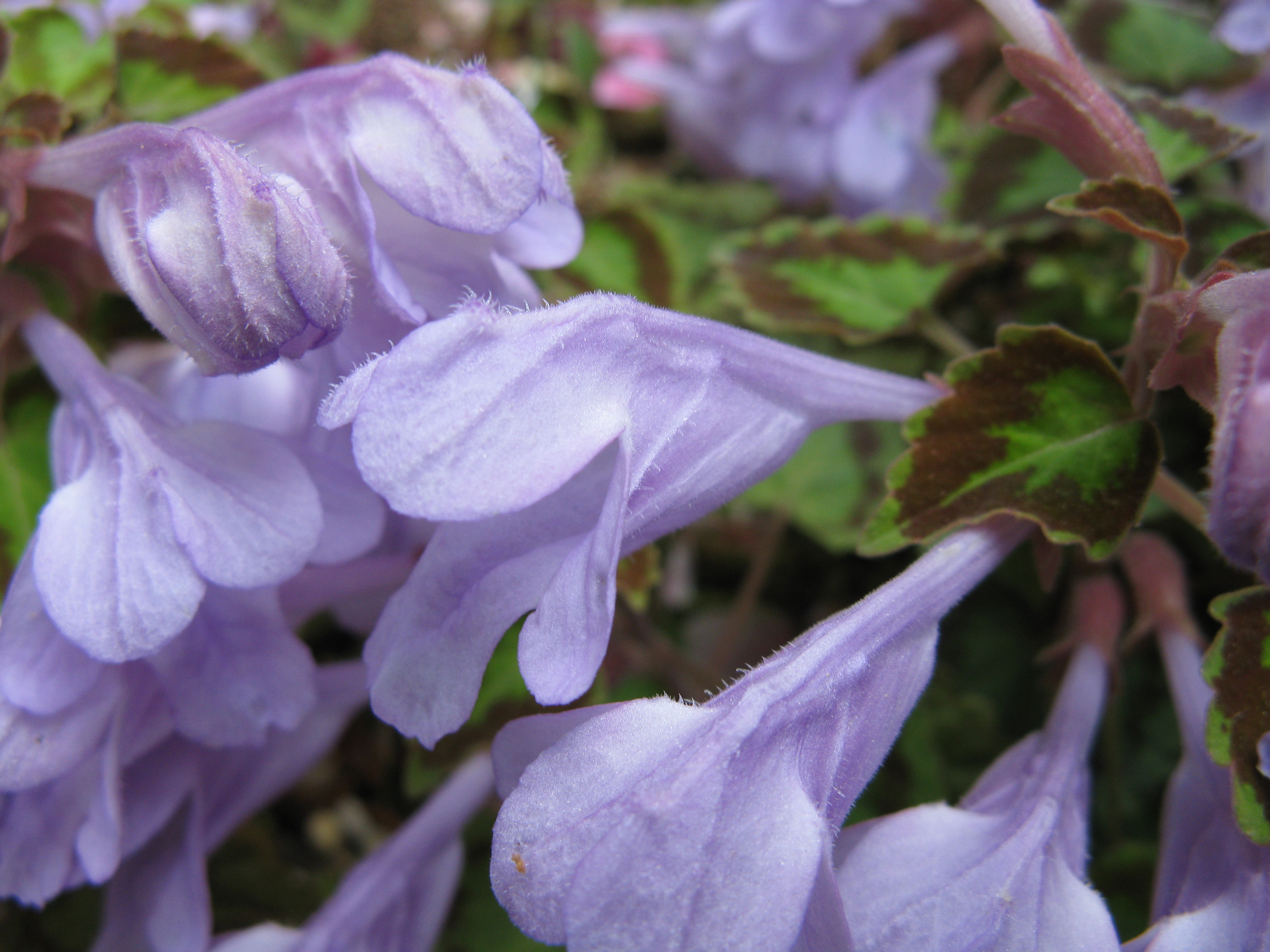
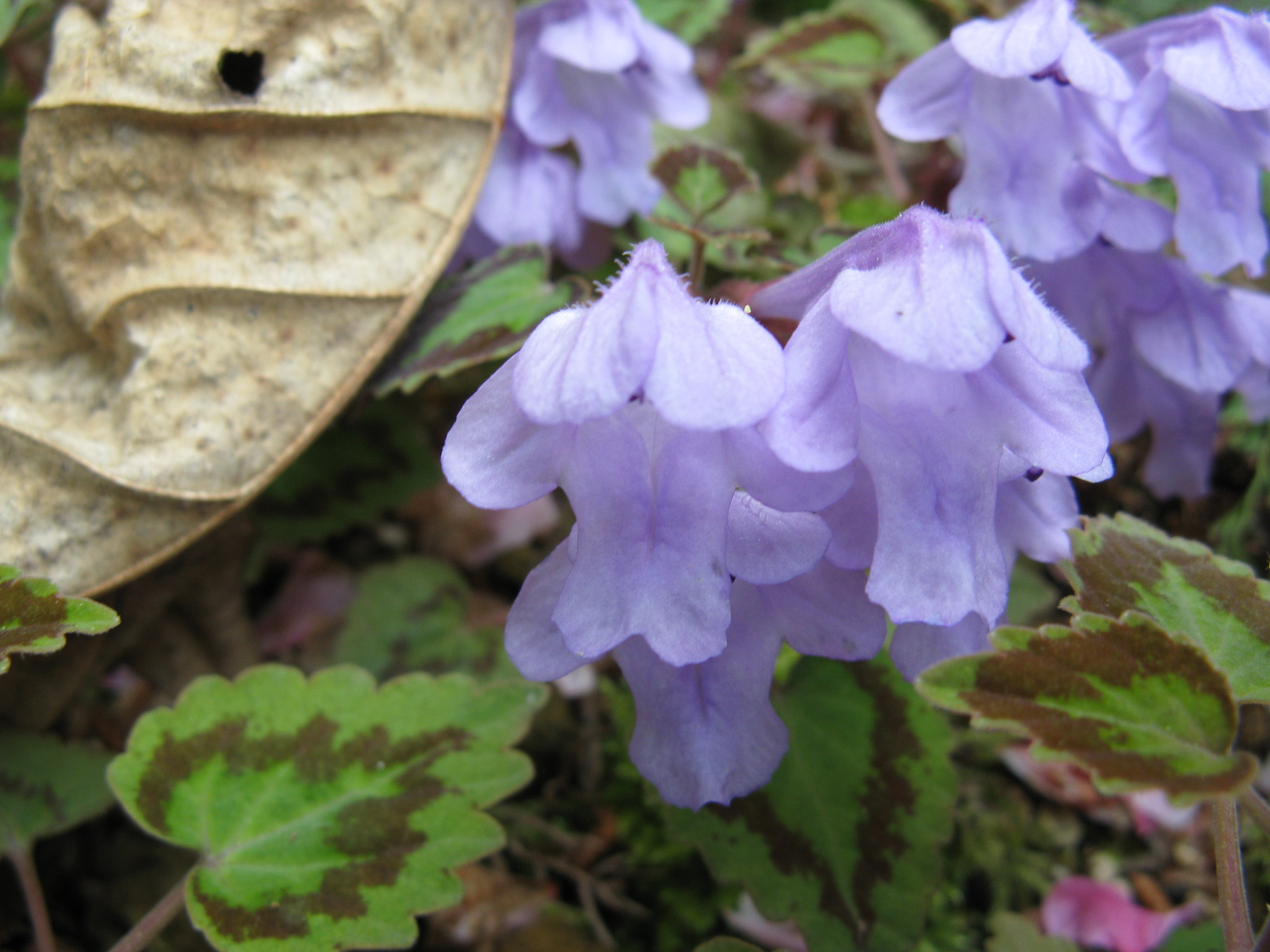